# MiKTeX
MiKTeX は Christian Schenk が開発している組版ソフトウェアである。Microsoft Windows とMacOS、Linux上で動作し、TeX の実装と関連プログラムで構成されている。MiKTeX は TeX / LaTeX マークアップ言語での文書作成に必要なツールを含んでいて、さらに TeXworks と呼ばれる簡易 TeX エディタを持っている。
MiKTeX の重要な特徴として、インストール済みの構成ソフトとパッケージの新バージョンを自動的にダウンロードしてアップデートしてくれる機能を持っていることと簡単なインストール方法が挙げられる。さらに、編集中の文書が必要としているが、インストールされていないパッケージをダウンロードするかどうかユーザに尋ねる機能も持っている。